# Brandberg (góra)

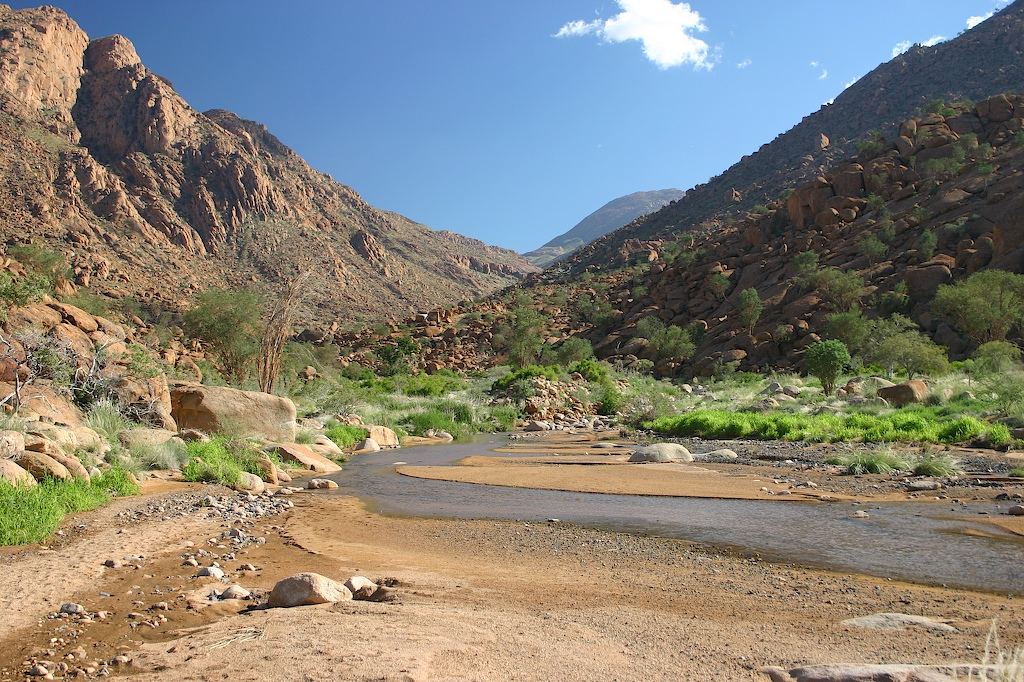
Wąwóz rzeki Tsisab

Brandberg (herero: Omukuruvaro) – masyw górski w zachodniej Namibii, z najwyższym szczytem kraju – Königstein o wysokości 2606 m n.p.m. Masyw zbudowany jest z granitów i został wypiętrzony około 120 mln lat temu.
Na terenie masywu odkryto liczne (ponad 43 000) malowidła naskalne Buszmenów, m.in. Białą Damę.
Pierwszego wejścia dokonał Reinhard Maack 2 stycznia 1918 roku.